# 망우당행장
망우당행장은 전북특별자치도 완주군에 있다. 2018년 2월 22일 완주군의 향토문화재 제5호로 지정되었다.

## 지정 사유
망우당행장은 2차 왕자의 난 이후 완주군으로 낙향해 삶을 보냈던 회안대군 이방간의 생애를 기록한 서책으로 완주군에서의 족적이 비교적 뚜렷한 지역 대표 인물 회안대군을 이해하는데 가치가 높다.